# 僕が見たかった青空 君と奏でるラジオ
僕が見たかった青空 君と奏でるラジオ（ぼくがみたかったあおぞら きみとかなでるラジオ）は、ニッポン放送で2023年10月7日から放送開始のトーク番組。

## 概要
2023年8月25日（24日深夜）に放送された単発番組である『僕が見たかった青空のオールナイトニッポンX』でパーソナリティを務めた、僕が見たかった青空のメンバーである早﨑すずきがこのレギュラー番組のパーソナリティを務めるもので、この番組では、毎週「僕が見たかった青空」のメンバーも登場することになっていて、ファンやリスナーから送られたメッセージを紹介しながら、まさに「君と奏でるラジオ」の番組タイトル通り、出演者がリスナーと共に番組を作り上げていくもの。
パーソナリティを務める、僕が見たかった青空の早﨑すずきは「私たち僕青がニッポン放送のレギュラー番組をいただける事が決定しました！ありがとうございます。先日の「オールナイトニッポンX」では「もっともっとお話していたい」「もう終わっちゃったの!?」と思うほど幸せな時間でした。これから毎週僕青メンバーの声をお届けできることが、とても嬉しく待ちきれないです。皆さん私たちと楽しい時間を過ごしましょう♪」とコメントを寄せている。

## 放送時間
- 毎週土曜日 22:00 - 22:30

## パーソナリティ
- 早﨑すずき（僕が見たかった青空）